# Münchholzhausen
Münchholzhausen ist ein Stadtteil des mittelhessischen Oberzentrums Wetzlar mit  2.360 Einwohnern (Januar 2024). Es liegt in einem weiten Tal südöstlich der Wetzlarer Kernstadt und unmittelbar östlich der Bundesautobahn 45.

## Geschichte

### Dorfgeschichte
Im Jahre 774 wurde Münchholzhausen im Lorscher Codex unter dem Namen Holzhusen erstmals erwähnt. Die in der Gemarkung Münchholzhausen und im nahen Umfeld vorhandenen Hügelgräber, die der Hallstattzeit zugeordnet werden, lassen jedoch auf eine wesentlich ältere Besiedlung schließen. Durch 2018 erfolgte archäologische Prospektionen und einer kleinen Grabung lassen sich aber Spuren einer neolithischen Siedlung nachweisen. Die Auswertung der bislang gemachten Keramikfunde wird 2019 erwartet. Ältere Siedlungsfunde, die in Münchholzhausen nachgewiesen sind, wurden 1908 in der Flur „Am Rinnweg“ gefunden. Es handelte sich um Scherben von einem großen Vorratsgefäß und zwei weiteren Gefäßen. Diese Scherben können in die spätere Hallstattzeit (750–450 v. Chr.) datiert werden und befinden sich in der „Dorfstube“ im Verwaltungsgebäude des Orts. Die früheste Besiedlung der Gemarkung sind nach diesen Funden ab dem siebten Jahrhundert v. Chr. vorstellbar, kann aber nach einem archäologischen Befund z. Zt. in die sog. Michelsberger Kultur zurückdatiert werden (ca. 3500 v. Chr.). Ein weiterer Bodenfund eines Steinbeils aus der Wartbergkultur wurde ebenfalls an das Landesamt für Archäologie Hessen, Wiesbaden gemeldet und befindet sich seitdem in der Ausstellung der Dorfstube Münchholzhausen.
Im Jahr 1295 wurde das Dorf als Reichslehen von Kranich von Kransberg angekauft, der es aber an den Solmser Grafen Heinrich weiterverlieh. Seit dieser Zeit gehörte Münchholzhausen stets zur Grafschaft Solms und war an dessen Geschichte gebunden, wenngleich die jeweiligen Lehnsinhaber häufig wechselten.
Dem Dorfnamen „Holzhusen“ wurde die Bezeichnung „Mönch“ vorangestellt. Nachweise über die Anwesenheit von Mönchen oder Laienbrüdern lassen sich z. Zt. immer noch nicht belegen. Urkundlich belegt sind allerdings 3 Höfe, die dem Kloster Altenberg/Lahn zinsabgabepflichtig waren. Zwei dieser Hofnamen lassen sich im Altenberger Zinsregister von 1349 nachlesen, der Sawen- und der Niklashof, welche sich im ehemaligen Oberdorf, südlich der Flur „Mauergärten“ befanden. Eine dort in 2017 prospektierte Kegelstumpfgrube lässt eine Besiedlung in das Neolithikum vermuten.
Eine schlimme Zeit hatten die Einwohner im Dreißigjährigen Krieg (1618–1648) durch Einquartierungen und Durchzug von Truppen verschiedener Soldateska zu überstehen. Raub, Plünderungen sowie Seuchen und Hungersnot waren die Folgen. Im Siebenjährigen Krieg (1756–1763) erging es der Bevölkerung ähnlich schlecht.
Im Jahre 1814, während des Befreiungskriegs gegen Napoleon, war ein Kosakenregiment des 1. Kaiserlichen Russischen Armeekorps einquartiert, zunächst als Verbündete von den Einwohnern geachtet. Dies änderte sich am 2. Juli 1814, als ein Kosake versuchte, eine Bewohnerin des Dorfes zu vergewaltigen. Der Ehemann der Frau erschlug den Soldaten und versteckte ihn in einem Brunnen.  Eine hochbrisante Lage entstand: Münchholzhausen sollte von den Kosaken zerstört werden. Nur der flehentlichen Bitte – dem sogenannten „Kniefall“ – der dort wohnenden Gräfin zu Sayn-Wittgenstein vor dem russischen Kommandeur ist es zu verdanken, dass dieser Gnade walten ließ. Es musste jedoch ein Blutzoll von 1 Taler pro Haus in die Regimentskasse eingezahlt werden. Interessant hierbei, dass Gräfin und Kosakenkommandeur eine verwandtschaftliche Bindung hatten... (Grosscousin und Grosscousine).
Dem Aufstand der Solmser Bürger 1848 gegen ihren Fürsten schlossen sich die Münchholzhäuser, aus Dankbarkeit, nicht an. Die mit dem Solmser Fürsten verfeindete Reichsstadt Wetzlar wollte daher Münchholzhausen zerstören. Eine schleunigst aufgestellte Bürgerwehr konnte dieses Vorhaben jedoch verhindern (sogenannte „Schlacht am Spitzenberg“).
Der Krieg 1870/71 und der Erste Weltkrieg (hier allein 24 Tote) forderten auch unter den Münchholzhäuser Bürgern ihren Tribut.

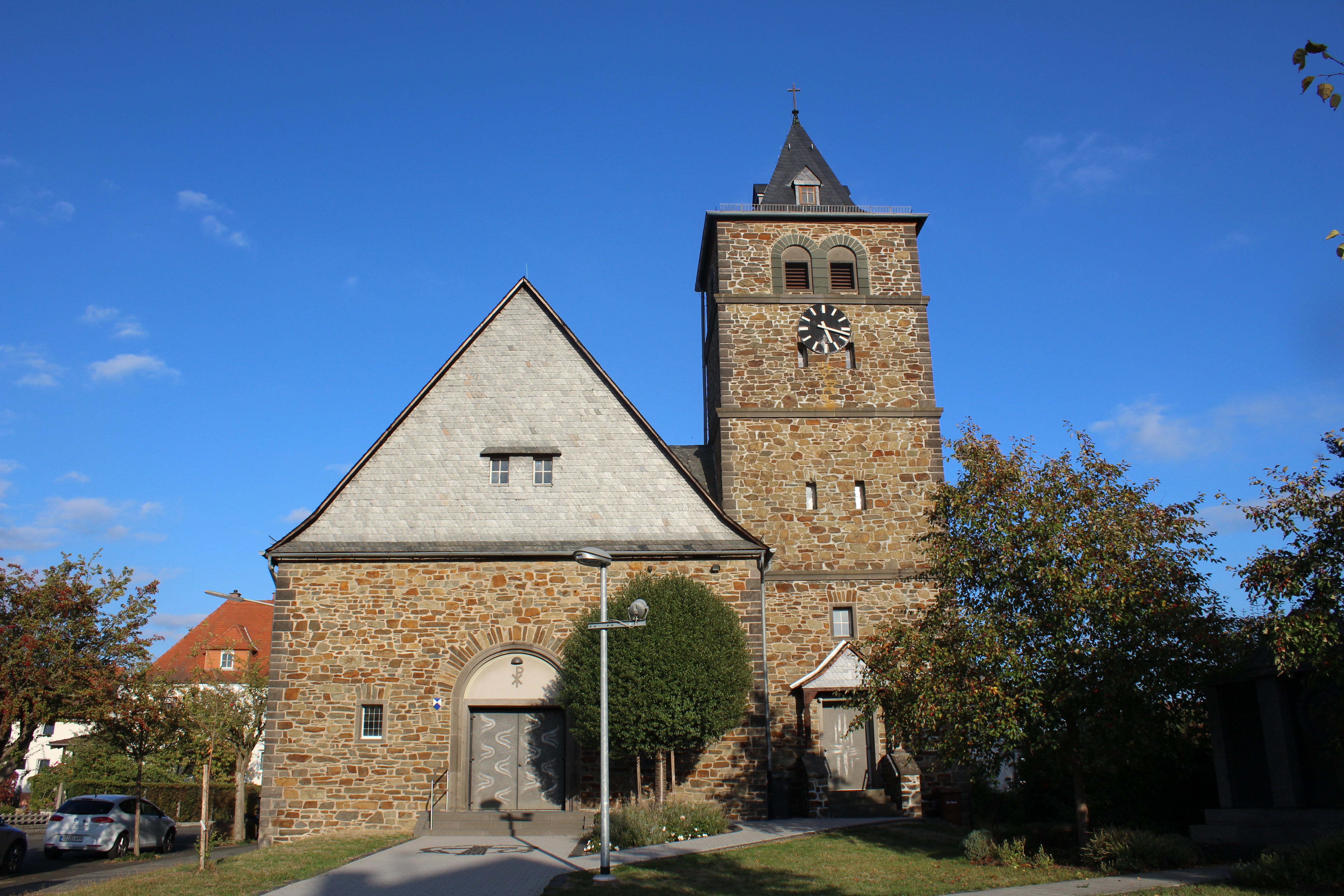
Evangelische Kirche Münchholzhausen

Im Jahre 1937 wurde die neue Kirche eingeweiht. Bei ihrem Bau wurden das barocke Kirchenschiff und der mittelalterliche Wehrturm eingegliedert.
In der Zeit des Nationalsozialismus wurden nach 1933 die jüdischen Einwohner des Ortes von ihrem Besitz vertrieben. Ein Teil von ihnen wurde in Konzentrationslagern ermordet. Der ehemalige Betraum, untergebracht „in einer ärmlichen Feldscheune“ auf dem heutigen Anwesen Georg Schorsch Lich, wurde nicht entweiht, jedoch nach dem Weltkrieg niedergelegt. Die Thorarolle konnte unbeschädigt mit nach Palästina gelangen, sie befindet sich noch heute in einer Gemeinde im Stadtteil Givataim von Tel Aviv (Stand Dezember 2018). Im Zweiten Weltkrieg fielen 97 Einwohner des Ortes. Bei einem Angriff feindlicher Bomber am 20. Juli 1944 wurden ca. 120 Bomben auf Münchholzhausen und die umliegenden Wälder abgeworfen. Zahlreiche Häuser wurden restlos zerstört, mehrere Einwohner verschüttet, und ein Toter war zu beklagen.
Im Nachkriegsjahr 1946 wurden aus Deutschlands Ostgebieten Heimatvertriebene aufgenommen, der überwiegende Teil aus dem Egerland. Um die akute Wohnungsnot zu lindern, entstand 1953 die erste hessische Siedlung für Vertriebene und Kriegsbeschädigte.
1958 erfolgte der Bau eines der ersten Dorfgemeinschaftshäuser im Kreis Wetzlar. Aufgrund der überdurchschnittlichen Schulraumnot wurde im Jahre 1964 eine neue Schule eingeweiht. 1967 erfolgte der Bau der Turnhalle.
Am 1. Januar 1977 wurde Münchholzhausen im Zuge der Gebietsreform in Hessen durch das Gesetz zur Neugliederung des Dillkreises und der Landkreise Gießen und Wetzlar ein Stadtteil der kreisfreien Stadt Lahn. Im Juni 1979 beschloss der Hessische Landtag nach heftigen Protesten der Bevölkerung die Auflösung der Stadt Lahn. Münchholzhausen wurde somit am 1. August 1979 ein Stadtteil der wieder selbständig gewordenen Stadt Wetzlar.
Wegen des Bevölkerungswachstums und des hohen Anteils an Jugendlichen reichten einige kulturelle und soziale Einrichtungen bald nicht mehr aus. Der Kindergarten, die Freiwillige Feuerwehr Münchholzhausen und die Vereine beklagten die Raumnot. Durch den Bau des Bürgerhauses und des dazugehörigen Feuerwehrhauses konnte auch dieses Problem 1990 gelöst werden.
War früher der Ort eher landwirtschaftlich geprägt, hat sich Münchholzhausen in den letzten Jahrzehnten durch die Nähe und die gute Verkehrsanbindung an die Städte Wetzlar und Gießen zu einem reinen Wohnstadtteil entwickelt. Insgesamt sind in Münchholzhausen 31 Vereine im kulturellen und sportlichen Bereich tätig.

### Verwaltungsgeschichte im Überblick
Die folgende Liste zeigt die Staaten und Verwaltungseinheiten, denen Münchholzhausen angehört(e):
- vor 1806: Heiliges Römisches Reich, Fürstentum Solms-Braunfels, Anteil der Grafschaft Solms, Amt Braunfels
- ab 1806: Herzogtum Nassau,[Anm. 2] Amt Braunfels[Anm. 3]
- ab 1816: Königreich Preußen,[Anm. 4] Provinz Großherzogtum Niederrhein, Regierungsbezirk Koblenz, Kreis Braunfels[7]
- ab 1822: Königreich Preußen, Rheinprovinz, Regierungsbezirk Koblenz, Kreis Wetzlar[Anm. 5]
- ab 1866: Norddeutscher Bund, Königreich Preußen, Rheinprovinz, Regierungsbezirk Koblenz, Kreis Wetzlar
- ab 1871: Deutsches Reich, Königreich Preußen, Rheinprovinz, Regierungsbezirk Koblenz, Kreis Wetzlar
- ab 1918: Deutsches Reich, Freistaat Preußen, Rheinprovinz, Regierungsbezirk Koblenz, Kreis Wetzlar
- ab 1932: Deutsches Reich, Freistaat Preußen, Provinz Hessen-Nassau, Regierungsbezirk Wiesbaden, Kreis Wetzlar
- ab 1944: Deutsches Reich, Freistaat Preußen, Provinz Nassau, Kreis Wetzlar
- ab 1945: Deutsches Reich, Amerikanische Besatzungszone,[Anm. 6] Groß-Hessen, Regierungsbezirk Wiesbaden, Kreis Wetzlar
- ab 1946: Deutsches Reich, Amerikanische Besatzungszone, Hessen, Regierungsbezirk Wiesbaden, Kreis Wetzlar
- ab 1949: Bundesrepublik Deutschland, Hessen, Regierungsbezirk Wiesbaden, Kreis Wetzlar
- ab 1968: Bundesrepublik Deutschland, Hessen, Regierungsbezirk Darmstadt, Kreis Wetzlar
- ab 1977: Bundesrepublik Deutschland, Hessen, Regierungsbezirk Darmstadt, Stadt Lahn<
- ab 1979: Bundesrepublik Deutschland, Hessen, Regierungsbezirk Darmstadt, Lahn-Dill-Kreis, Wetzlar
- ab 1981: Bundesrepublik Deutschland, Hessen, Regierungsbezirk Gießen, Lahn-Dill-Kreis, Wetzlar

### Gemarkungsgrenze Münchholzhausen
Seit einigen Jahren begehen die Mitglieder der Dorfstube Münchholzhausen die Gemarkungsgrenze und säubern die noch vorhandenen Grenzsteine. Was einst Heinz Schmidt „Kruunewirts“ aus der Gass mit seinem Enkel begann, hat sich die Dorfstube zur Aufgabe gemacht. Die Besonderheit der Gemarkungsgrenze besteht darin, dass nach den vier Himmelsrichtungen auch vier verschieden beschriftete Grenzsteine stehen. Eine weitere besteht, wenn auch nur verhältnismäßig kurz, zu Büblingshausen im Westen.
Die Kürzel der angrenzenden Gemarkungen lauten im Uhrzeigersinn: BG: Büblingshausen, NW: Nassau-Weilburg, KP: Königreich Preussen, GH: Großherzogtum Hessen, SB: Solms-Braunfels.

## Bevölkerung

### Einwohnerentwicklung
| Münchholzhausen: Einwohnerzahlen von 1834 bis 2017 | Münchholzhausen: Einwohnerzahlen von 1834 bis 2017 | Münchholzhausen: Einwohnerzahlen von 1834 bis 2017 | Münchholzhausen: Einwohnerzahlen von 1834 bis 2017 | Münchholzhausen: Einwohnerzahlen von 1834 bis 2017 |
| --- | -------------------------------------------------- | -------------------------------------------------- | -------------------------------------------------- | -------------------------------------------------- |
| Jahr |                                                    |                                                    |                                                    | Einwohner                                          |
| 1834 | 1834                                               |                                                    | 405                                                | 405                                                |
| 1840 | 1840                                               |                                                    | 443                                                | 443                                                |
| 1846 | 1846                                               |                                                    | 508                                                | 508                                                |
| 1852 | 1852                                               |                                                    | 506                                                | 506                                                |
| 1858 | 1858                                               |                                                    | 501                                                | 501                                                |
| 1864 | 1864                                               |                                                    | 509                                                | 509                                                |
| 1871 | 1871                                               |                                                    | 551                                                | 551                                                |
| 1875 | 1875                                               |                                                    | 554                                                | 554                                                |
| 1885 | 1885                                               |                                                    | 616                                                | 616                                                |
| 1895 | 1895                                               |                                                    | 617                                                | 617                                                |
| 1905 | 1905                                               |                                                    | 682                                                | 682                                                |
| 1910 | 1910                                               |                                                    | 767                                                | 767                                                |
| 1925 | 1925                                               |                                                    | 928                                                | 928                                                |
| 1939 | 1939                                               |                                                    | 1.024                                              | 1.024                                              |
| 1946 | 1946                                               |                                                    | 1.303                                              | 1.303                                              |
| 1950 | 1950                                               |                                                    | 1.370                                              | 1.370                                              |
| 1956 | 1956                                               |                                                    | 1.495                                              | 1.495                                              |
| 1961 | 1961                                               |                                                    | 1.527                                              | 1.527                                              |
| 1967 | 1967                                               |                                                    | 1.712                                              | 1.712                                              |
| 1970 | 1970                                               |                                                    | 1.715                                              | 1.715                                              |
| 1990 | 1990                                               |                                                    | 2.150                                              | 2.150                                              |
| 1998 | 1998                                               |                                                    | 2.539                                              | 2.539                                              |
| 2005 | 2005                                               |                                                    | 2.453                                              | 2.453                                              |
| 2009 | 2009                                               |                                                    | 2.461                                              | 2.461                                              |
| 2012 | 2012                                               |                                                    | 2.353                                              | 2.353                                              |
| 2015 | 2015                                               |                                                    | 2.342                                              | 2.342                                              |
| 2017 | 2017                                               |                                                    | 2.338                                              | 2.338                                              |
| Datenquelle: Historisches Gemeindeverzeichnis für Hessen: Die Bevölkerung der Gemeinden 1834 bis 1967. Wiesbaden: Hessisches Statistisches Landesamt, 1968. Weitere Quellen: ; nach 1977: Einwohnerzahlen Stadt Wetzlar |                                                    |                                                    |                                                    |                                                    |

### Religionszugehörigkeit
Quelle: Historisches Ortslexikon
| • 1834: | 362 evangelische und 43 jüdische Einwohner                                                                      |
| • 1961: | 1527 evangelische (= 83,10 %) und 244 katholische (= 15,98 %) Einwohner                                         |
| • 2017: | 1397 evangelische (= 59,8 %), 358 katholische (= 15,3 %), 583 konfessionslose und sonstige (= 24,9 %) Einwohner |

### Staatsangehörigkeit
Quelle: Stadt Wetzlar
| • 2005: | 2386 Deutsche, 90 Nichtdeutsche (3,6 %) davon 43 Frauen und 47 Männer  |
| • 2012: | 2289 Deutsche, 85 Nichtdeutsche (3,6 %) davon 45 Frauen und 40 Männer  |
| • 2015: | 2217 Deutsche, 125 Nichtdeutsche (5,3 %) davon 48 Frauen und 77 Männer |
| • 2017: | 2172 Deutsche, 166 Nichtdeutsche (7,1 %) davon 69 Frauen und 97 Männer |

## Politik

### Ortsbeirat
Bei den Kommunalwahlen in Hessen 2021 gab es für den Ortsbeirat Münchholzhausen die folgenden Ergebnisse. Zum Vergleich die Wahlergebnisse der vorhergehenden Wahlperioden.
| Parteien und Wählergemeinschaften | Parteien und Wählergemeinschaften           | % 2021 | Sitze 2021 | % 2016 | Sitze 2016 | % 2011 | Sitze 2011 | % 2006 | Sitze 2006 |
| --------------------------------- | ------------------------------------------- | ------ | ---------- | ------ | ---------- | ------ | ---------- | ------ | ---------- |
| SPD                               | Sozialdemokratische Partei Deutschlands     | 34,9   | 2          | 58.3   | 4          | 57,4   | 4          | 54,0   | 4          |
| CDU                               | Christlich Demokratische Union Deutschlands | 52,7   | 4          | 41,7   | 3          | 35,8   | 3          | 33,2   | 2          |
| Grüne                             | Bündnis 90/Die Grünen                       | 12,4   | 1          | -      | 0          | 3,5    | 0          | –      | 0          |
| FW                                | Freie Wähler                                | -      | 0          | -      | 0          | 3,5    | 0          | –      | 0          |
| FDP                               | Freie Demokratische Partei                  | -      | 0          | -      | 0          | 3,2    | 0          | 12,8   | 1          |
| Gesamt                            | Gesamt                                      | 100,0  | 7          | 100,0  | 7          | 100,0  | 7          | 100,0  | 7          |
| Wahlbeteiligung in %              | Wahlbeteiligung in %                        | 47,8   | 47,8       | 47,8   | 47,8       | 45,1   | 45,1       | 53,0   | 53,0       |

### Ortsvorsteher
Ortsvorsteher ist seit den Kommunalwahlen 2021 Jörg Schneider (CDU).

## Bauwerke
Siehe Liste der Kulturdenkmäler in Münchholzhausen.

## Sport
Münchholzhausen ist zusammen mit Dutenhofen die Heimat des bekannten Handball-Vereins HSG Dutenhofen-Münchholzhausen, aus dem der Bundesligist HSG Wetzlar hervorgegangen ist.
Ebenfalls zusammen mit Dutenhofen wurde 2007 der Fußballverein „SC 07 Münchholzhausen/Dutenhofen e. V.“ gegründet. Er ist aus den beiden Vereinen „FC 1975 Münchholzhausen e. V.“ und „BSC 1950 Dutenhofen e. V.“ hervorgegangen. Von 1993 bis 2007 ergab sich aus den zu diesem Zeitpunkt noch separaten Vereinen die „SG Münchholzhausen/Dutenhofen“. Die Mannschaft spielt in der Kreisoberliga West, welche bis zum Spieljahr 07/08 Bezirksliga West hieß.

## Verkehr und Infrastruktur
Der Ort ist über die Anschlussstelle Wetzlar-Süd an die Autobahn 45 angeschlossen. Von der L 3451 (Wetzlar–Gießen) zweigt die K 356 nach Münchholzhausen ab. Außerdem führt die K 355 von Dutenhofen durch das Dorf nach Hüttenberg. Münchholzhausen wird im Wetzlarer Nahverkehr von der Stadtbuslinie 11 angefahren und hat fünf Haltestellen.
Der Stadtteil verfügt über einen Kindergarten, eine Grundschule und eine Sporthalle. Außerdem existieren ein Stadtteilbüro, ein Bürgerhaus und eine Freiwillige Feuerwehr. Im Ort befinden sich ein Autohändler und seit Oktober 2019 ein REWE Markt in der Schattenlänge.